# 那智町
那智町（なちちょう）は、和歌山県東牟婁郡にあった町。現在の那智勝浦町の北東部、熊野灘の沿岸および那智川・二河川の流域にあたる。

## 地理
- 海洋：熊野灘、那智湾
- 島嶼：ラクダ島、金光坊島
- 山岳：尾畑山、高山、保天美山、光ヶ峯、那智山（妙法山）、烏帽子山
- 河川：那智川、長谷川、二河川

## 歴史
- 1889年（明治22年）4月1日 - 町村制の施行により、東牟婁郡井関村、市野々村、川関村、天満村、橋ノ川村、濱ノ宮村、二河村、湯川村の区域をもって那智村が発足。
- 1934年（昭和9年）8月1日 - 那智村が町制施行して那智町となる。
- 1955年（昭和30年）4月1日 - 勝浦町、色川村、宇久井村と合併して那智勝浦町が発足。同日那智町廃止。

## 交通

### 鉄道路線
- 日本国有鉄道
  - 紀勢西線（現・紀勢本線）：那智駅 - 紀伊天満駅 - （勝浦町） - 湯川駅

### 道路
- 国道170号（現・国道42号）

## 名所・旧跡・観光スポット・祭事・催事
- 那智滝
- 熊野那智大社
- 青岸渡寺
- 補陀洛山寺
- 大門坂